# Krimmler Wagen

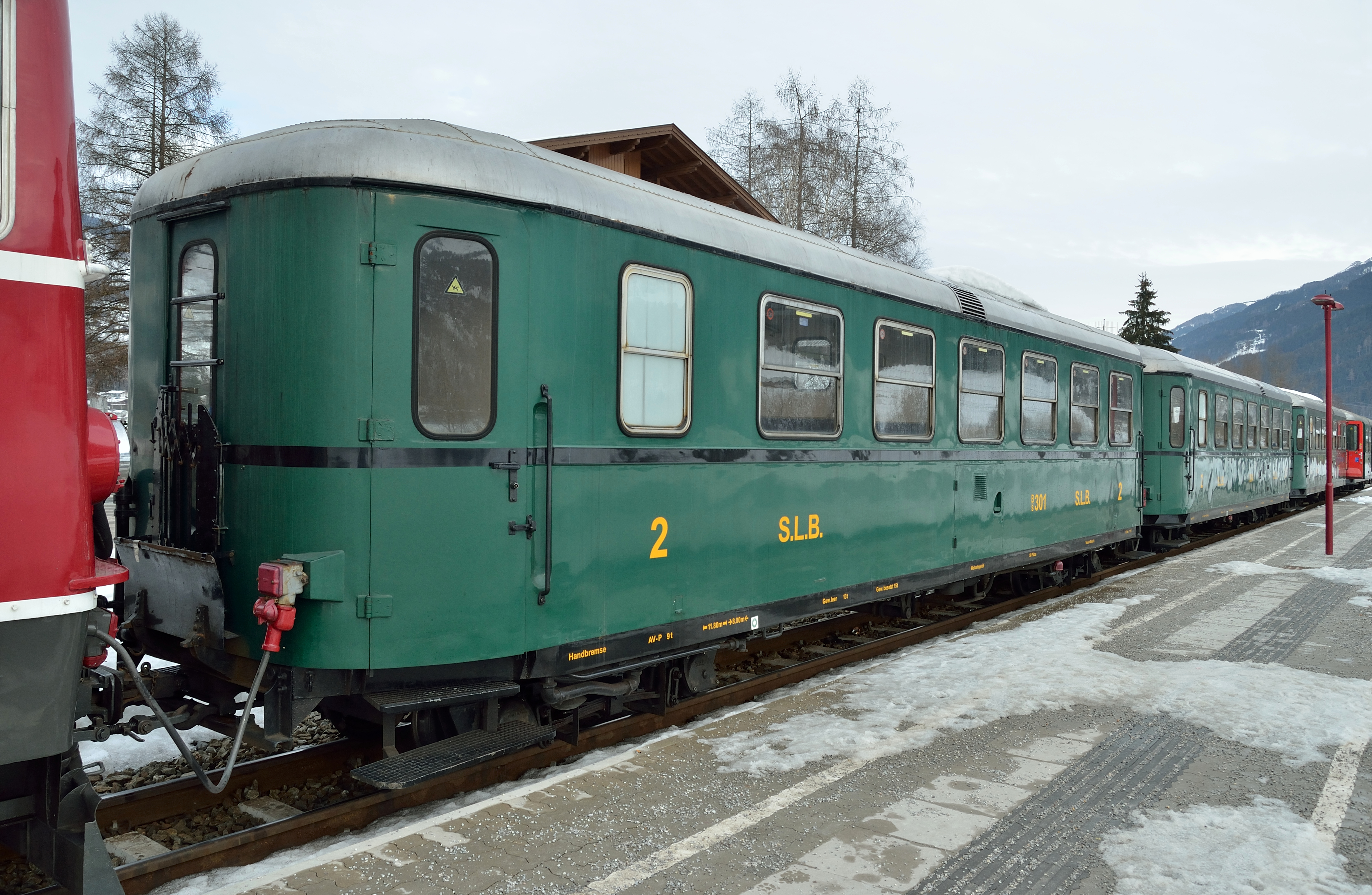
Krimmler Wagen auf der Pinzgauer Lokalbahn

Bei den sogenannten Krimmler Wagen, im Volksmund aufgrund ihrer rundlichen Form auch Blunzenwagen, Torpedowagen oder Stromlinienwagen genannt, handelt es sich um eine stromlinienförmige Bauart von vierachsigen österreichischen Reisezugwagen in Bosnischer Spurweite. Sie wurden ursprünglich für die Pinzgauer Lokalbahn beschafft, nach deren Endbahnhof Krimml sie benannt sind.

## Geschichte

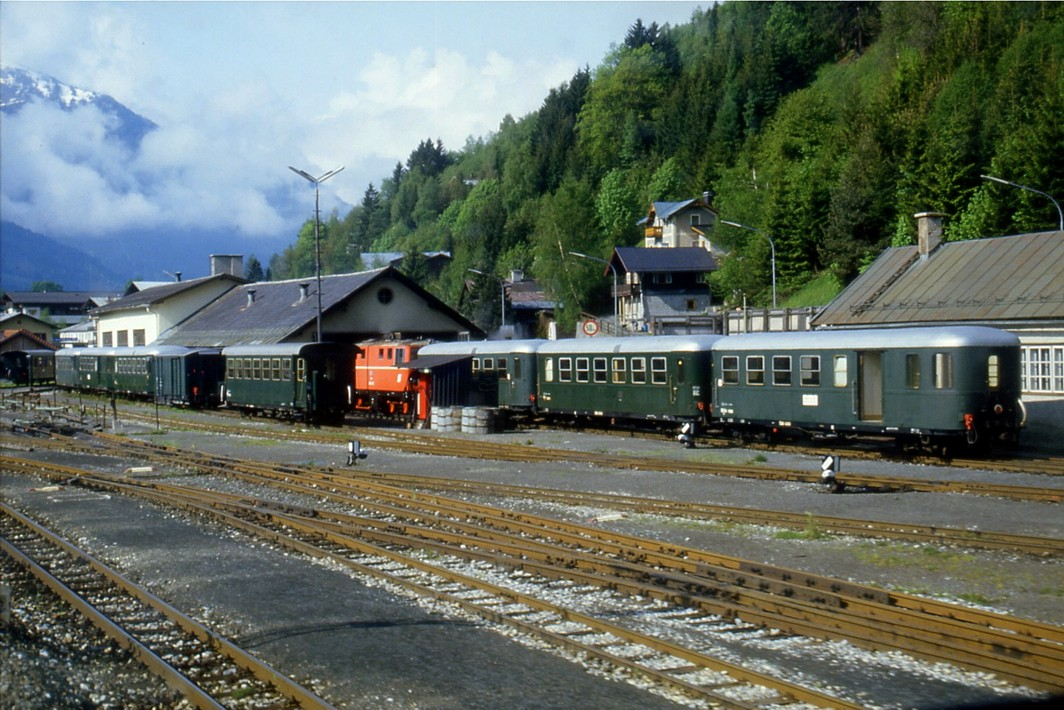
Krimmler Wagen in Zell am See (1984)

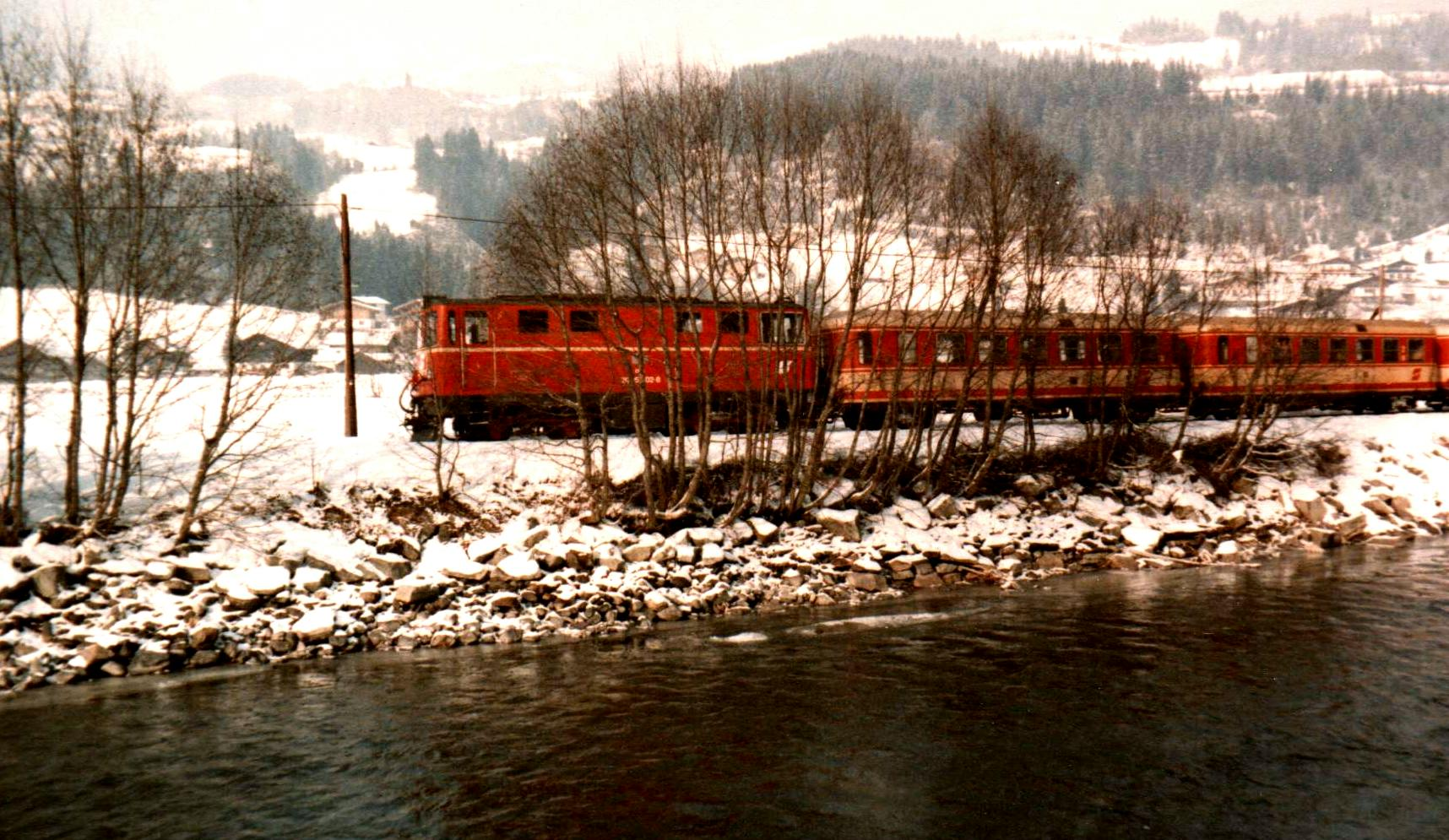
In der Jaffa-Lackierung auf der Pinzgauer Lokalbahn (um 1980)

Zu Beginn der 1930er Jahre war der mehrheitlich aus zweiachsigen Wagen bestehende Fuhrpark der Pinzgauer Lokalbahn überaltert und entsprach nicht mehr den touristischen Anforderungen. Daher planten die Österreichischen Bundesbahnen (BBÖ) für die Strecke neben neuen Triebfahrzeugen auch moderne, vierachsige Personenwagen anzuschaffen. Als Überbrückung wurden einige Exemplare der Mariazellerbahn der Bauart 1908 mit Holzkasten und offenen Plattformen in den Pinzgau verlegt.
1932 lieferte die Simmeringer Waggonfabrik einen Vierachser in Ganzstahlbauweise (BBÖ Ca 720), der als Prototyp der neuen Bauart dienen sollte. Er entsprach noch ganz der bewährten, für die Bosnischen Schmalspurbahnen und die Mariazellerbahn (ab 1912) gebauten Bauart mit 8.000 mm Drehzapfenabstand und Diamond-Drehgestellen. Bedingt durch den Ausbruch der Weltwirtschaftskrise kam es jedoch zu keiner Folgebestellung, just dieses Einzelstück diente aber später Lehmann als Vorbild für die ÖBB-Vierachser der Lehmann-Groß-Bahn.
Ab 1936 beschafften die BBÖ vorrangig für die Pinzgauer Lokalbahn die vierachsigen dieselelektrischen Gepäcktriebwagen der Reihe 2041/s, mit denen die Geschwindigkeit bei Reisezügen auf bis zu 50 km/h angehoben werden sollte. Passend dazu wurden bei der Simmeringer Waggonfabrik vorerst sechs vierachsige Personenwagen angeschafft, die als technische Besonderheit ein Fahrwerk mit zwei Bissel-Deichselgestellen entsprechend den 2041/s besaßen. Während fünf Wagen als Halbgepäckwagen mit Dienstabteil und 36 Plätzen (BBÖ CDa 750 – 754) ausgeführt waren, war das sechste Fahrzeug ein reiner Personenwagen mit insgesamt 52 Sitzplätzen (BBÖ Ca 745). Als Besonderheit besaß damals bereits jeder Wagen ein WC inklusive Waschgelegenheit. Die Probefahrten wurden auf der Mariazellerbahn absolviert.
Das neuartige Fahrwerk bewährte sich allerdings nicht, die Laufruhe konnte nicht mit den Drehgestellwagen mithalten und es kam, bedingt durch die eher schwerfällige Rückstellvorrichtung der Deichseln, des Öfteren zu Entgleisungen in engen Bögen und auf Weichen. Daher beschloss die Deutsche Reichsbahn, in die die BBÖ inzwischen aufgegangen waren, den Umbau der Fahrzeuge auf herkömmliche Drehgestelle, was beim CDa 752 durch das damalige Reichsbahnausbesserungswerk St. Pölten durchgeführt wurde. Da die Industrie im Gebiet der Ostmark zu diesem Zeitpunkt aufgrund voller Auftragsbücher keine geeigneten Drehgestelle liefern konnte, wurden diese bei Linke-Hoffmann-Busch in Breslau zugekauft.
Der Umbau bewährte sich, das Fahrzeug lief nun ruhig und sicher. 1940 lieferte Simmering daher eine im Aussehen leicht veränderte Serie (u. a. andere Zierleisten und eckige Fenster) von zwei CDa (von der Reichsbahn als CPw4ism eingereiht) und 10 Ca (C4ism), welche von Beginn an mit den LHB-Drehgestellen ausgerüstet waren. Die nach dem Zweiten Weltkrieg wiederentstandenen Österreichischen Bundesbahnen reihten die Type ab 1953 als B4ip/s bzw. BD4ip/s ein und ließen die fünf verbliebenen Wagen mit Deichselgestellen als Arbeitsbeschaffungsmaßnahme im Jahr 1954 durch die Schiffswerft Linz ebenfalls mit Drehgestellen ausrüsten.

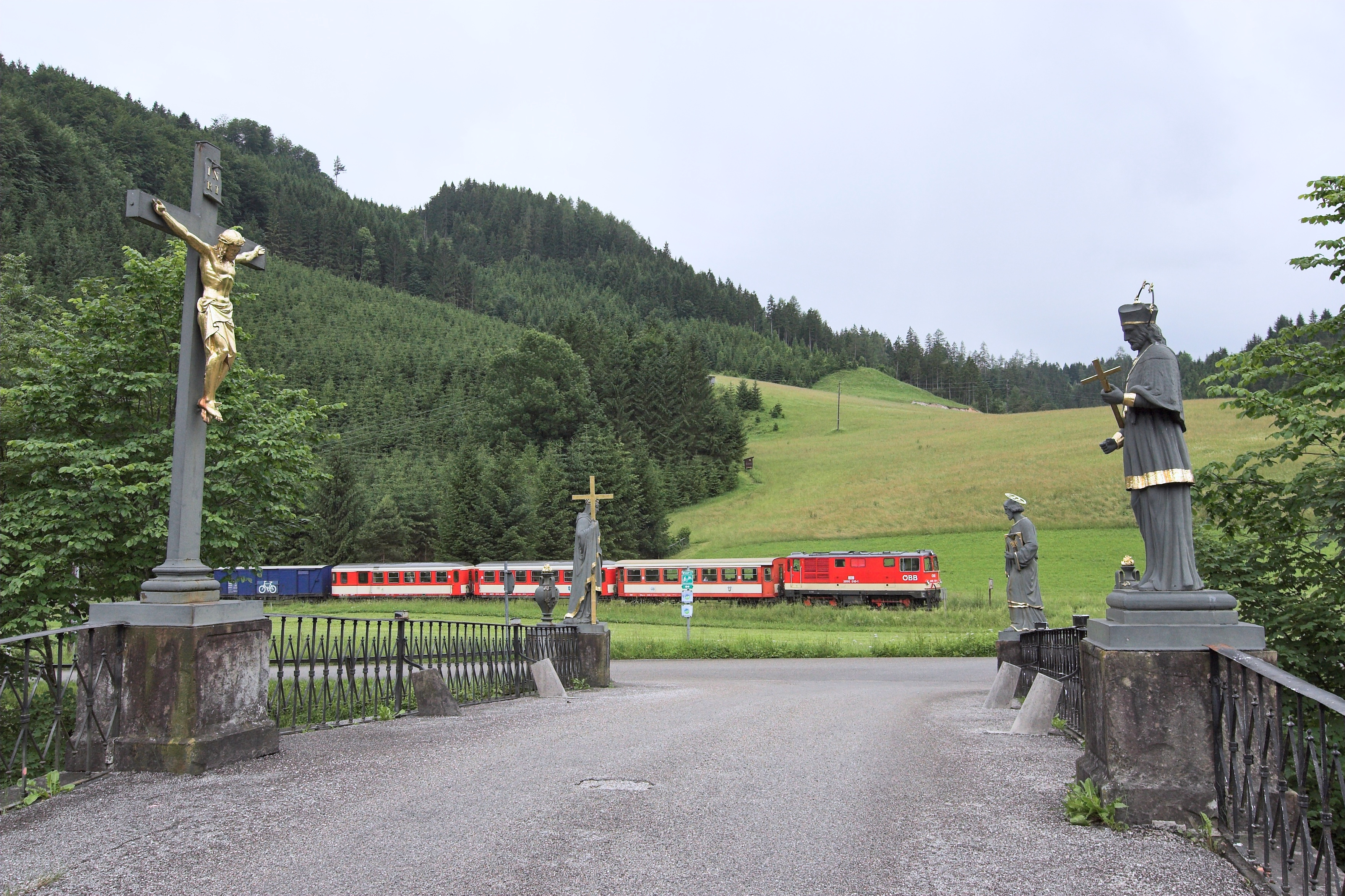
Im sogenannten „Sparlack“ auf der Ybbstalbahn (2008)

Die Fahrzeuge wurden in den folgenden Jahrzehnten auch auf anderen Schmalspurbahnen wie der Bregenzerwaldbahn und der Ybbstalbahn eingesetzt. Mehrfach wurden die Fahrzeuge modernisiert und erhielten u. a. Webasto-Heizung und Übersetzfenster. Ein BD wurde im Ybbstal in den Barwagen WRip/s 5500 umgebaut. Beim Zugunglück bei Bramberg im Jahr 2005 wurden insgesamt vier Wagen irreparabel beschädigt und in der Folge als Totalschaden ausgemustert.
Mit 1. Juli 2008 übernahm das Land Salzburg die Pinzgaubahn von den ÖBB. Im Zuge dessen kamen acht Krimmler Wagen zur Salzburg AG, nun als Bs und BDs bezeichnet. Sechs Wagen übernahm die NÖVOG im Jahr 2010 bei Übergabe der dortigen Schmalspurbahnen an das Land Niederösterreich.

### Verbleib
Mit Stand 14. Dezember 2022 sind bei der Pinzgauer Lokalbahn noch 7 Krimmler Wagen vorhanden, welche teilweise von der NÖVOG stammen. Der SLB BDs 352 wurde als Ersatzteilspender 2015 verschrottet, zwei Wagen (je ein B4ip/s und ein BD4ip/s) der NÖVOG besitzt die ÖGLB auf der Ybbstalbahn Bergstrecke, während der SLB BDs 351 mittlerweile bei den StLB auf der Murtalbahn als Ersatz für einen beschädigten Steuerwagen im Einsatz ist. Den NÖVOG BD4ip/s 4265 hat es nach Polen auf die Museumsbahn Gliwice – Rudy verschlagen.

## Technik

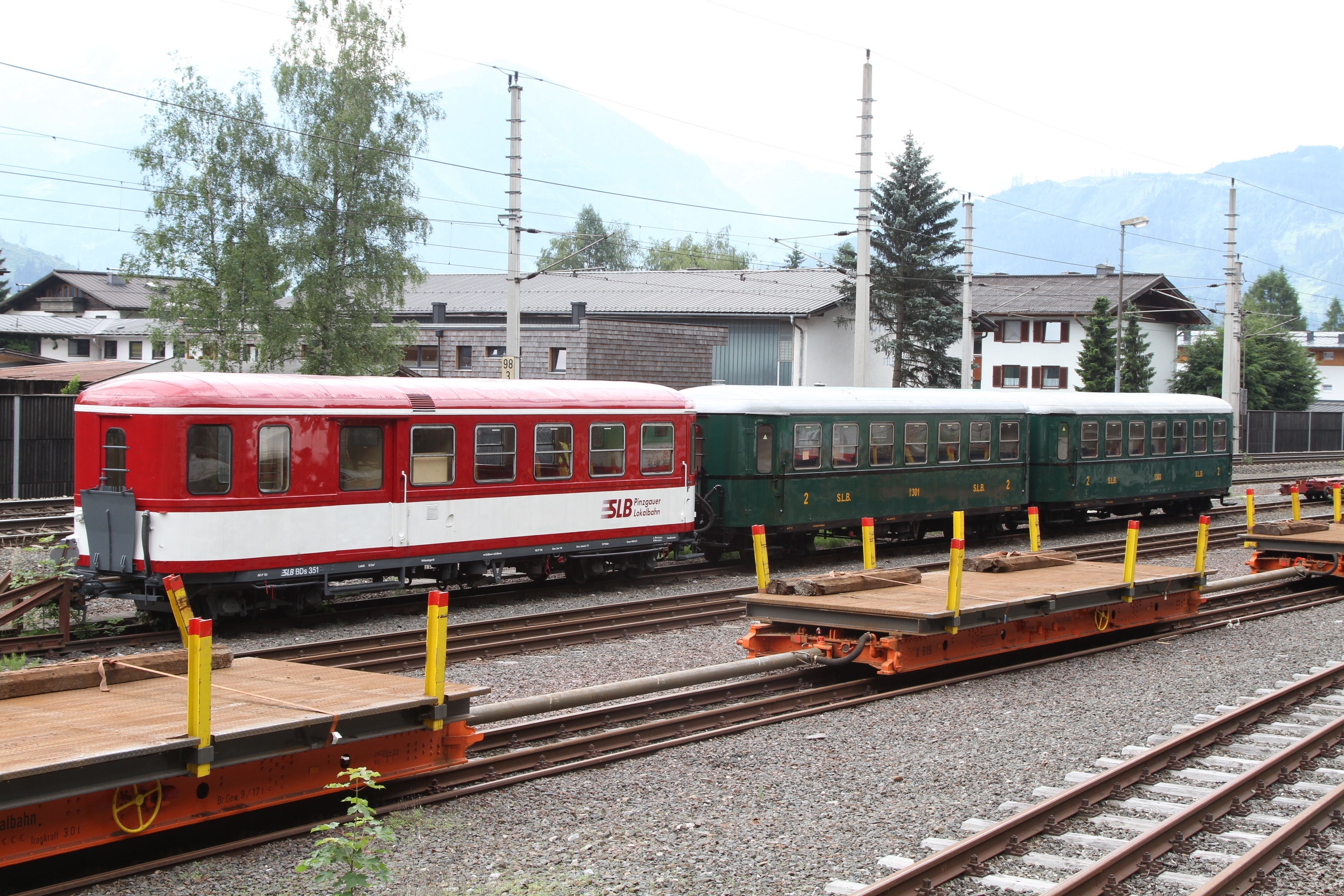
Krimmler Wagen der SLB (2010)

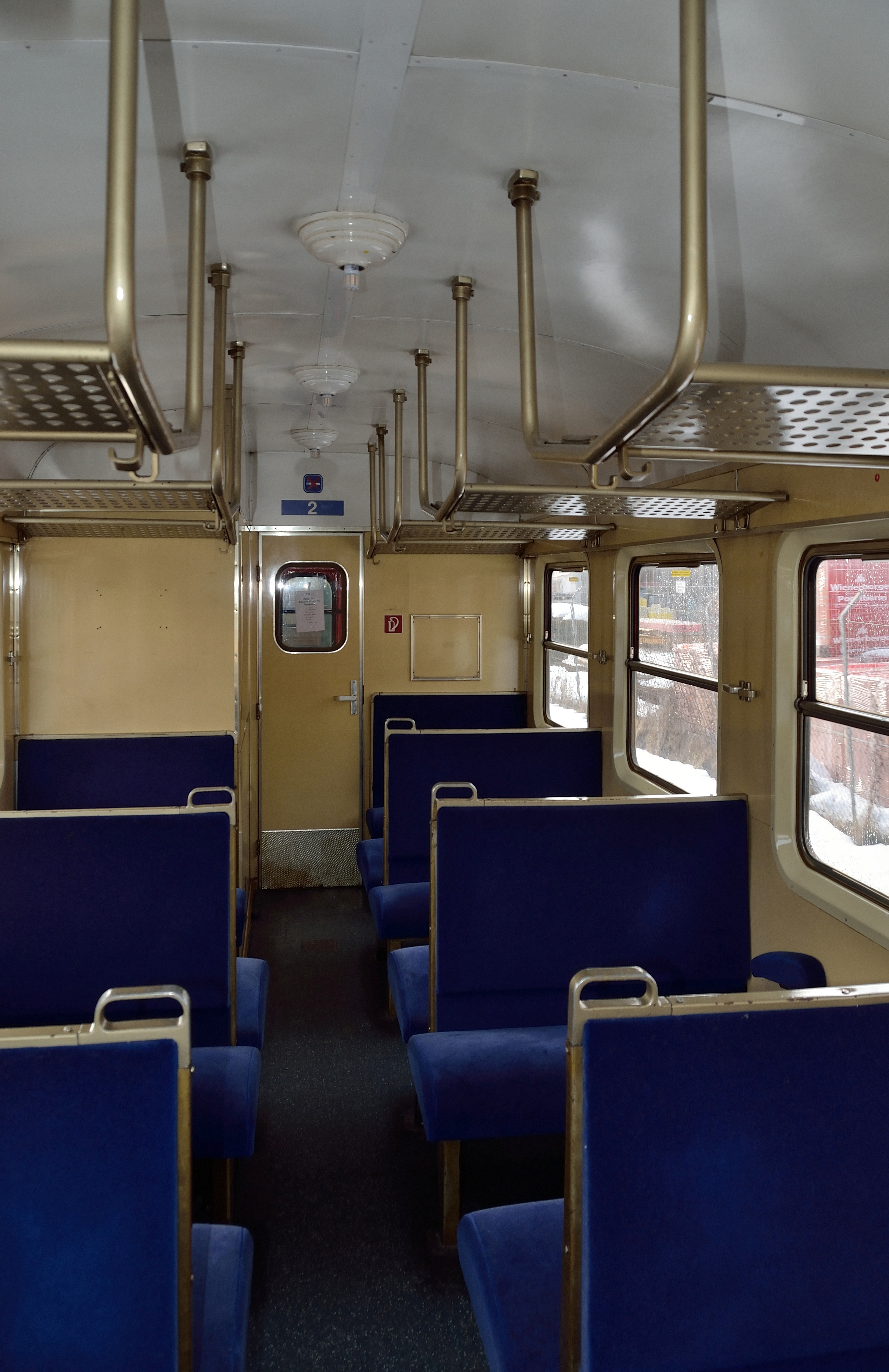
Inneneinrichtung

Die in Ganzstahlbauweise gebauten Wagen besitzen eine Länge über Puffer von 12.800 mm, die Drehzapfen sind 8.000 mm voneinander entfernt. Die beiden Drehgestelle mit 1.500 mm Achsstand besitzen Schraubenfedern als Primärfedern, die Abstützung der Wiege erfolgt pro Seite durch je eine in Längsrichtung liegende Blattfeder. Der Wagenkasten in geschweißter Stahlbauweise ist 2.40  mm breit, die Gesamthöhe der Fahrzeuge beträgt 3.190 mm und das Gewicht 12,4 (B4ip/s) bzw. 13 Tonnen (BD4ip/s). Die Fahrzeuge besitzen eine Vakuumbremse Bauart Hardy.
Der Sitzteiler ist 2+2, die ursprünglichen Holzlattensitze wurden später durch gepolsterte Sitzbänke ersetzt. Der Prototyp Ca 745 besaß ursprünglich eine als Traglastenabteil ausgeführte Plattform mit einer Länge von 2.500 mm und breitere Flügeltüren. Ursprünglich besaßen alle Wagen an den Stirnwänden neben der Übergangstür ebenfalls schmale Fenster, die jedoch ab den 1960er Jahren verblecht wurden.
Der SLB BDs 351 wurde für den Einsatz mit den ebenfalls übernommenen Dieseltriebwagen Baureihe 5090 ertüchtigt, was den Umbau auf Druckluftbremse und Scharfenbergkupplung bedingte. Die restlichen Wagen wurden für den Einsatz in Nostalgiezügen aufgearbeitet.

### Farbgebung
Bis in die 1980er Jahre waren die Wagen bei den ÖBB Tannengrün lackiert, es folgte das sogenannte Jaffa-Schema und anschließend erhielten einige Fahrzeuge eine Lackierung im Valousek-Design. Auf dieses folgte bei einigen wenigen Fahrzeugen noch das vereinfachte, als „Sparlack“ bezeichnete Farbschema. Mit der Übernahme durch die SLB bekamen einige Wagen vorübergehend deren Farben Rubinrot/Weiß, die heute nur mehr im Nostalgieverkehr eingesetzten Wagen sind mittlerweile aber entweder Moos- oder Tannengrün lackiert.